# Діого Луїс Санто
Діого Луїс Санто (порт. Diogo Luis Santo, нар. 26 травня 1987, Сан-Паулу) — бразильський футболіст, нападник «Палмейраса».
Насамперед відомий виступами за клуби «Португеза Деспортос» та «Олімпіакос».

## Ігрова кар'єра
У дорослому футболі дебютував 2005 року виступами за команду «Португеза Деспортос», в якій провів три сезони, взявши участь у 41 матчі чемпіонату. У складі «Португези Деспортос» був одним з головних бомбардирів команди, маючи середню результативність на рівні 0,59 голу за гру першості.
Своєю грою за команду привернув увагу представників тренерського штабу «Олімпіакоса», до складу якого приєднався 2008 року. Відіграв за клуб з Пірея наступні два сезони своєї ігрової кар'єри. Більшість часу, проведеного у складі «Олімпіакоса», був основним гравцем атакувальної ланки команди.
Протягом сезону 2010 року захищав на правах оренди кольори клубу «Фламенго». А в 2011 році був відданий в оренду до іншого бразильського клубу — «Сантуса».
Повернувшись з оренди, до 2013 року грав за «Олімпіакос», після чого повернувся на батьківщину, де спочатку став гравцем «Португеза Деспортос», а за рік перейшов до «Палмейраса».

## Титули і досягнення
- Чемпіон Греції (3):

«Олімпіакос»: 2008-09, 2011-12, 2012-13
- Володар Кубка Греції (2):

«Олімпіакос»: 2008-092011-12,
- Переможець Ліги Пауліста (1):

«Сантус»: 2011
- Володар Кубка Лібертадорес (1):

«Сантус»: 2011
- Чемпіон Таїланду (4):

«Бурірам Юнайтед»: 2015, 2017, 2018
«Патум Юнайтед»: 2020-21
- Володар Кубка Таїланду (1):

«Бурірам Юнайтед»: 2015
- Володар Кубка тайської ліги (2):

«Бурірам Юнайтед»: 2015, 2016
- Найкращий бомбардир Чемпіонату Таїланду (2):

«Бурірам Юнайтед»: 2015, 2018
- Чемпіон Малайзії (2):

«Джохор Дарул Тазім»: 2019, 2020
- Володар Кубка Малайзії (1):

«Джохор Дарул Тазім»: 2019
- Володар Суперкубка Малайзії (2):

«Джохор Дарул Тазім»: 2019, 2020
- Володар Кубка Чемпіонів Таїланду (2):

«Патум Юнайтед»: 2021, 2022